# Fabian Heinle
Fabian Heinle (ur. 14 maja 1994 w Böblingen) – niemiecki lekkoatleta specjalizujący się w skoku w dal.
W 2013 był czwarty na mistrzostwach Europy juniorów w Rieti, a w 2015 został młodzieżowym mistrzem Starego Kontynentu. Szósty zawodnik mistrzostw Europy w Amsterdamie (2016) i srebrny medalista kolejnej edycji czempionatu Starego Kontynentu w Berlinie (2018).
Medalista mistrzostw Niemiec.
Rekordy życiowe: stadion – 8,25 (6 czerwca 2015, Oberteuringen); hala – 7,94 (17 stycznia 2021, Frankfurt nad Menem).

## Osiągnięcia
| Rok  | Impreza                                 | Miejsce        | Pozycja           | Wynik |
| ---- | --------------------------------------- | -------------- | ----------------- | ----- |
| 2013 | Mistrzostwa Europy juniorów             | Rieti          | 4. miejsce        | 7,56  |
| 2015 | Młodzieżowe mistrzostwa Europy          | Tallinn        | 1. miejsce        | 8,14  |
| 2015 | Mistrzostwa świata                      | Pekin          | el. – 14. miejsce | 7,96  |
| 2016 | Mistrzostwa Europy                      | Amsterdam      | 6. miejsce        | 7,87  |
| 2016 | Igrzyska olimpijskie                    | Rio de Janeiro | el. – 18. miejsce | 7,79  |
| 2018 | Mistrzostwa Europy                      | Berlin         | 2. miejsce        | 8,13  |
| 2021 | Superliga drużynowych mistrzostw Europy | Chorzów        | 3. miejsce        | 7,82  |
| 2021 | Igrzyska olimpijskie                    | Tokio          | 12. miejsce       | 7,62  |
| 2022 | Mistrzostwa Europy                      | Monachium      | el. – 15. miejsce | 7,64  |